# Big X
Big X (ビッグX Biggu Ekkusu?) es una serie de manga y anime creada por Osamu Tezuka.

## Historia
Invitado a la Alemania nazi durante la Segunda Guerra Mundial, Dr. Asagumo pregunta por Hitler para colaborar con él en la búsqueda de la nueva arma "Big X". Preocupado por los posibles efectos de Big X, Dr. Asagumo retrasa el proceso de investigación a propósito, conspirando con sus ayudantes, el retorcido Dr. Engel.Justo antes de que Alemania sea derrotada por los aliados de la Segunda Guerra Mundial, el Dr. Asagumo le implanta una tarjeta a su hijo Shigeru que guarda el secreto del Big X, así pues el doctor es asesinado tiroteado por los nazis. 20 años más tarde, la tarjeta es descubierta en el cuerpo de Shigeru, que entonces se encontraba viviendo en Tokio. Pronto, una organización reclama una alianza con los aparecidos nazis, recuperar la tarjeta, y completar el proyecto Big. El nieto del Dr. Engel se une a la alianza Nazi. Completado el Big X se descubre que es una droga capaz de expandir el cuerpo humano sin límites. Recuperando el Big X del enemigo, el hijo de Shigeru, Akira reta sin ningún temor a la alianza Nazi y a Hans Engel, que trama conquistar el mundo.

## Controversia
En el anime, Akira se transforma en Big X usando un amuleto mágico, los censores de TV pensaron que las inyecciones del manga original parecían incómodas y similar al uso de drogas.

## Otras apariciones
- Big X hace un cameo en el juego Astroboy: Omega Factor de la Game Boy Advance de Nintendo lanzado en 2004, también aparecen otros personajes creados por Osamu Tezuka.

- En el manga Aa! Megami-sama, Urd ve una parodia del programa.

- En la película Dragon Ball Super: Super Hero los personajes Gamma 1 y Gamma 2 usan un traje muy similar a Big X.